# Siódma edycja Seiyū Awards
Siódma edycja Seiyū Awards – ceremonia wręczenia nagród japońskim japońskim aktorom głosowym, która odbyła się w dniu 2 marca 2013 r. w Tokio.

## Lista zwycięzców
| Najlepszy aktor pierwszoplanowy       |                                                      |                                         |                                          |
| Zwycięzcy                             | Agencja                                              | Postać animowana                        | Anime                                    |
| Yūki Kaji                             | Arts Vision                                          | Haruyuki Arita                          | Accel World                              |
| Najlepsza aktorka pierwszoplanowa     |                                                      |                                         |                                          |
| Kana Asumi                            | 81 Produce                                           | Nyaruko Popura Taneshima                | Haiyore! Nyaruko-san Working!!           |
| Najlepsi aktorzy ról drugoplanowych   |                                                      |                                         |                                          |
| Yūki Ono                              | Atomic Monkey                                        | Urashimanoko Mizunoe Toshiyuki Karasawa | Binbō-gami ga! Danshi Kōkōsei no Nichijō |
| Jun'ichi Suwabe                       | Haikyō                                               | Keigo Atobe                             | Tennis no ōjisama                        |
| Najlepsze aktorki ról drugoplanowych  |                                                      |                                         |                                          |
| Sayaka Ōhara                          | Haikyō                                               | Valmet                                  | Jormungand                               |
| Haruka Tomatsu                        | Music Ray'n                                          | Rindou Ranmaru                          | Binbō-gami ga!                           |
| Najlepsze objawienie wśród aktorów    |                                                      |                                         |                                          |
| Nobunaga Shimazaki                    | Aoni Production                                      | Ryō Sakurai                             | Kuroko no Basket                         |
| Kazutomi Yamamoto                     | PRODUCTION ACE                                       | Kio Asuno                               | Mobile Suit Gundam AGE                   |
| Najlepsze objawienie wśród aktorek    |                                                      |                                         |                                          |
| Kaori Ishihara                        | STYLE CUBE                                           | Yukina Kurihara                         | Kokoro Connect                           |
| Rumi Ōkubo                            | 81 Produce                                           | Tsumiki Miniwa                          | Acchi Kocchi                             |
| Nagroda Kids Family                   |                                                      |                                         |                                          |
| Mayumi Tanaka                         | Aoni Production                                      |                                         |                                          |
| Najlepsza Osobowość Radiowa           |                                                      |                                         |                                          |
| Zwycięzca                             | Agencja                                              | Program radiowy                         | Stacja radiowa                           |
| Mitsuo Iwata                          | Office Osawa                                         |                                         |                                          |
| Najlepszy występ muzyczny             |                                                      |                                         |                                          |
| Zwycięzca                             | Dyskografia                                          | Piosenka                                | Anime                                    |
| Kana Asumi, Miyu Matsuki, Yuka Ōtsubo | DIVEIIentertainment                                  | Ushirokara Haiyoritai G                 | Haiyore! Nyaruko-san                     |
| Nagroda Kazue Takahashi               |                                                      |                                         |                                          |
| Zwycięzcy                             | Agencja                                              |                                         |                                          |
| Megumi Ogata                          | NEVERLAND ARTS                                       |                                         |                                          |
| Nagroda za osiągnięcia artystyczne    |                                                      |                                         |                                          |
| Shinsuke Chikaishi                    | MOUVEMENT                                            |                                         |                                          |
| Masako Nozawa                         | Aoni Production                                      |                                         |                                          |
| Nagroda Kei Tomiyama                  |                                                      |                                         |                                          |
| Yūji Mitsuya                          | Combination                                          |                                         |                                          |
| Nagroda Synergy                       |                                                      |                                         |                                          |
| Nagroda                               | Zwycięzcy                                            |                                         |                                          |
| 50° Urodziny Tatsunoko Production     | Tōru Ōhira, Katsuji Mori, Mari Okamoto, Noriko Ohara |                                         |                                          |
| Nagroda za największą ilość głosów    |                                                      |                                         |                                          |
| Hiroshi Kamiya                        | Aoni Production                                      |                                         |                                          |